# Букер, Майкл (фигурист)
Майкл Букер (англ. Michael Robert Booker; 16 апреля 1937 Лондон, Великобритания) — фигурист из Великобритании, выступавший в одиночном катании. Двукратный вице-чемпион Европы (1955, 1956) и бронзовый призёр чемпионата Европы 1957, а также шестикратный чемпион Великобритании.

## Спортивные достижения

### Мужчины
| Соревнования/Сезоны       | 1953 | 1954 | 1955 | 1956 | 1957 | 1958 |
| ------------------------- | ---- | ---- | ---- | ---- | ---- | ---- |
| Зимние Олимпиады          |      |      |      | 6    |      |      |
| Чемпионаты мира           | 9    | 6    | 6    | 5    | 10   | 8    |
| Чемпионаты Европы         | 4    | 4    | 2    | 2    | 3    | 4    |
| Чемпионаты Великобритании | 1    | 1    | 1    | 1    | 1    | 1    |